# Nederlandse kampioenschappen schaatsen afstanden 1999 - 3000 meter vrouwen
De 3000 meter vrouwen op de Nederlandse kampioenschappen schaatsen afstanden 1999 werd gereden in december 1998, in ijsstadion Kardinge te Groningen. Er namen zestien schaatssters deel.
Tonny de Jong was titelverdedigster na haar zege tijdens de NK afstanden 1999.

## Statistieken

### Uitslag
| #      | Schaatser            | tijd    |
| ------ | -------------------- | ------- |
| Goud   | Tonny de Jong        | 4.18,35 |
| Zilver | Carla Zijlstra       | 4.20,28 |
| Brons  | Barbara de Loor      | 4.20,44 |
| 4      | Renate Groenewold    | 4.21,07 |
| 5      | Annamarie Thomas     | 4.23,11 |
| 6      | Judith Straathof     | 4.29,05 |
| 7      | Marianne Timmer      | 4.29,70 |
| 8      | Helen van Goozen     | 4.29,70 |
| 9      | Marja Vis            | 4.29,98 |
| 10     | Irene Visser         | 4.30,05 |
| 11     | Carien Kleibeuker    | 4.31,06 |
| 12     | Sandra 't Hart       | 4.31,30 |
| 13     | Martine Oosting      | 4.33,27 |
| 14     | Arien Bosch          | 4.35,82 |
| 15     | Paulien van Deutekom | 4.41,58 |
| 16     | Marijke Kulik        | 4.42,93 |